# Хюсен, Торстен
То́рстен Хюсе́н (швед. Torsten Husén; 1 марта 1916 года, Лунд — 2 июля 2009 года) — шведский педагог и психолог.

## Биография
Родился в городе Лунд (Южная Швеция) в семье управляющего лесопилкой Юхана Хюсена и его жены Бетти Хюсен, урожденной Правитц. Среднее образование получил, окончив гимназию в городе Векшё. В 1935 году поступил в Лундский университет, где изучал математику, литературу, историю и психологию.

### Работа в Швеции
После окончания университета Хюсен занимался психологическими исследованиями. В 1944 году он защитил докторскую диссертацию, посвященную изучению подросткового возраста, в основе которой лежало масштабное тестирование и анкетирование примерно 1000 молодых людей в возрасте от 17 до 20 лет.
Начиная с 1944 года Хюсен занимался разработкой психологических тестов в интересах вооруженных сил. С 1944 по 1951 год он работал старшим психологом военного ведомства. Т. Н. Постлтуэйт называет его отцом шведской военной психологии.
В 1938 году в городе Мальмё тестированием 10-летних детей началось лонгитюдное исследование, в рамках которого была предпринята попытка оценить влияние школьного образования на развитие интеллекта. Хюсен активно участвовал в проведении этого исследования и осмыслении его результатов. Один из основных выводов указывал на то, что избирательное (селективное) среднее школьное образование не поддерживает развития многочисленных талантов, представленных в обществе. Этот вывод имел широкий резонанс и сыграл свою роль в политических дискуссиях о будущем образования.
В 1953 году Хюсен становится профессором педагогики и педагогической психологии в Стокгольмском университете, в 1956 году — профессором педагогических исследований (первым в Швеции). На этом месте он участвовал в реализации многочисленных исследовательских проектов, среди которых сопоставление моделей селективного и всеобщего образования; анализ образовательных потребностей как основы реформы учебных планов; проблема однородности классов и числа учеников в них. Особое место занимает исследование проблемы взаимодействия исследователей с политическими деятелями, науки и политики. В 1982 году Хюсен достиг пенсионного возраста и стал почетным профессором, что, однако, совсем не снизило его исследовательской активности.

### Международная деятельность
Результаты исследований Хюсена и его коллег публиковались не только на шведском, но и на английском языке и были широко известны за пределами Швеции. Возглавляемая Хюсеном группа исследователей тесно взаимодействовала с иностранными коллегами, а в 1958 году приняла решение о слиянии с образованной незадолго до того Международной ассоциацией по оценке образовательных достижений (International Association for the Evaluation of Educational Achievement, IEA). В 1962 году Хюсен стал главой IEA и занимал этот пост вплоть до 1978 года. В 1970 году ассоциация организовала международный семинар в городе Гренна с участием представителей 23 стран, результаты работы которого оказали заметное влияние на развитие учебных программ во многих странах.
В 1960—1980-х годах IEA провела масштабный международный мониторинг образования, оценив не только количество выпускников средних учебных заведений, но также и качество их подготовки. Достижения учащихся были оценены в терминах знаний, навыков и сформированных ценностей. Эти исследования стали предшественниками проводящихся ассоциацией начиная с 1995 года исследований качества математического и естественнонаучного образования (TIMSS), фактически задав стандарты такого рода исследований.
Международная деятельность Хюсена не ограничивалась рамками IEA.
- С 1971 по 1981 год он возглавлял правление Международного института образовательного планирования (HEP) в Париже.
- Преподавал в Институте гуманитарных исследований в городе Аспен (Колорадо, США).
- Работал в Центре исследований в области наук о поведении в Стэнфордском университете.
- Был членом правления Института образовательных исследований имени Макса Планка (Берлин, Германия).
- Был основателем и председателем (с 1986 по 1998) Международной академии образования.

В 1980—1990-е годы под редакцией Хюсена выходят два издания Международной энциклопедии образования (первое, 10-томное, в 1980—1985 годах; второе, 12-томное, в 1993 году).

## Вклад в науку
Торстен Хюсен всю жизнь отличался завидным трудолюбием и способностью концентрироваться на поставленных задачах, преодолевая любые преграды. Это нашло своё отражение как в многочисленных масштабных исследованиях, проведенных лично Хюсеном и его командой или под его общим руководством, так и в объемности оставленного им теоретического наследия. Всего им написано 55 книг и около 1500 статей.
Интересы ученого были весьма разнообразны. Будучи знатоком психологии восприятия и психофизиологии, владея несколькими иностранными языками и прекрасной методологией исследования Хюсен с опорой на многочисленные шведские и иностранные источники, а также практические исследования провел фундаментальную работу по описанию подросткового возраста. Разрабатывая тесты для военного ведомства, он создал тест интеллектуального развития совершеннолетних индивидов. Опираясь на накопленный опыт, он исследовал взаимосвязь социального окружения, уровня интеллекта и успешности школьного обучения. Эти работы оказали заметное влияние на дискуссии об образовании в Швеции и за её пределами.
В 1950-е годы Хюсен исследует историю начального образования в Швеции и различные подходы к обучению правописанию, привлекая также данные современных на то время психологических исследований в области обучения орфографии. Другим направлением его работы в это время становится изучение роли природного и социального компонентов в становлении личности. Для этого ученый использует интересный подход, анализируя данные о способностях, школьных достижениях, склонностях и пр. у пар близнецов.
Новым приложением исследовательского таланта Хюсена в конце 1950-х — 1960-х годах становится исследование взаимодействия и взаимного влияния работ исследователей и действий политических деятелей. К рассмотрению этой темы его подтолкнула проводимая в Швеции реформа образования, в основу которой были положены результаты ряда исследований, полученных Хюсеном и его учениками.
Исследовательский стиль Хюсена характеризовала многоаспектность. Занимаясь сравнительно частной проблемой образования, он умел обратиться к психологическим, социальным и экономическим исследованиям, в результате чего в теме открывались совершенно новые, подчас неожиданные стороны.

## Сочинения
- Husén T. Adolescensen: undersökningar rörande manlig svensk ungdom i åldern 17-20 år. — Stockholm: Almqvist & Wiksell, 1944.
- Husén T. Predictive Value of Intelligence Test Scores. — Stockholm: Almqvist & Wiksell, 1950.
- Husén T. Psychological Twin Research. — Stockholm: Stockholm University Press, l959.
- Husén T. International Study of Achievement in Mathematics I—II. — New York: John Wiley, 1967.
- Husén T. Talent, Opportunity and Career. — Stockholm: Almqvist & Wiksell, 1969.
- Husén T. Talent. Equality and Meritocracy. — The Hague: Nijhoff, 1974.
- Husén T. The School in Question. — London: Oxford University Press, trans. into eleven languages, 1979.
- Husén T., Kogan, M. Educational Research and Policy. — Oxford: Pergamon Press, 1984.
- Husén T. The Learning Society Revisited. — Oxford: Pergamon Press, 1986.
- Husén T. Education and the Global Concern. — Oxford: Pergamon Press, 1990.
- Husén T., Tuijnman A., Halls, W.D. Schooling in Modern European Society: A Report of the Academia Europaea. — Oxford: Pergamon Press, 1992.
- Husén T. The Role of the University: A Global Perspective. ed. and author. — Paris: UNESCO, 1994.